# Hugo X de Lusinhão
Hugo X de Lusinhão (c. 1185 – Damieta, 5 de junho de 1249) foi um nobre francês, Senhor de Lusinhão, Conde de La Marche e Conde de Angolema, filho de Hugo IX de Lusinhão e de Matilda de Angolema.
Casou com Isabel de Angolema, viúva de João de Inglaterra.
Foi adversário de Branca de Castela, e depois de Afonso de Poitiers. Foi vencido em 1242, na Batalha de Tailleburgo, não sendo a sua única derrota. Hugo já perdera algumas posses, e após quinze dias de ataques, perderia ainda a fortaleza de Frontenay (actual cidade Frontenay Rohan-Rohan) para Luís IX de França, que destruiria os muros como punição pela oposição ao rei.
Obrigado a seguir Luís IX para a cruzada em 1248, morreria frente a Damiette um ano depois.